# Bernard de La Tour
Bernard de La Tour, parfois appelé Bernard de La Tour d'Auvergne (né vers 1306 à Limoges en Limousin et mort à Avignon le 7 août 1361  est un cardinal français du XIVe siècle. Il est un cousin du pape Clément VI et l'oncle du cardinal Jean de La Tour (1371).

## Biographie
Bernard de La Tour est chanoine à la cathédrale de Lyon. Il est créé cardinal par le pape Clément VI lors du consistoire du 20 septembre 1342. Le  cardinal de La Tour participe au conclave de 1352, au cours duquel Innocent VI est élu.